# 阿拉伯裔海地人
阿拉伯裔海地人，是指有中東血统和來自黎凡特地區的海地人。

## 歷史
第一批阿拉伯移民抵達海地在19世紀後期，到二十世纪接受大批黎巴嫩移民，截至2010年，全國估計有大約2000名黎巴嫩居民。

## 社會關係
普遍認為阿拉伯裔海地人是海地社會上層階級的一部分，但他們和穆拉托人也有分别，多年來，他們一直在迴避海地的貧窮黑人，因此大多在太子港居住和做生意。但也逐漸開始接受並與貧困群眾友好。他們往往是許多城市的超市業主。